# الجيش الوطني الموريتاني

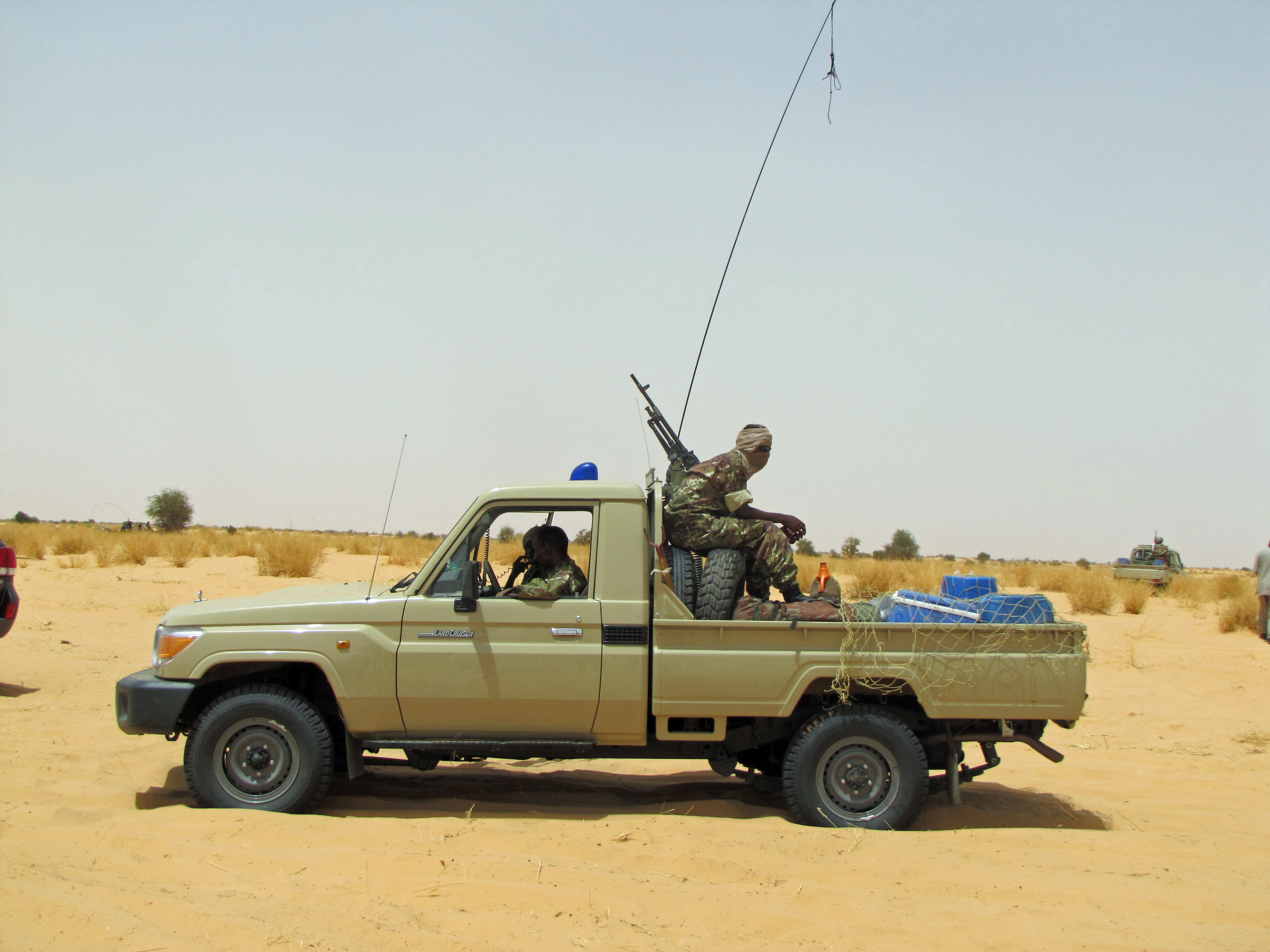
قوات من حرس الحدود الموريتاني

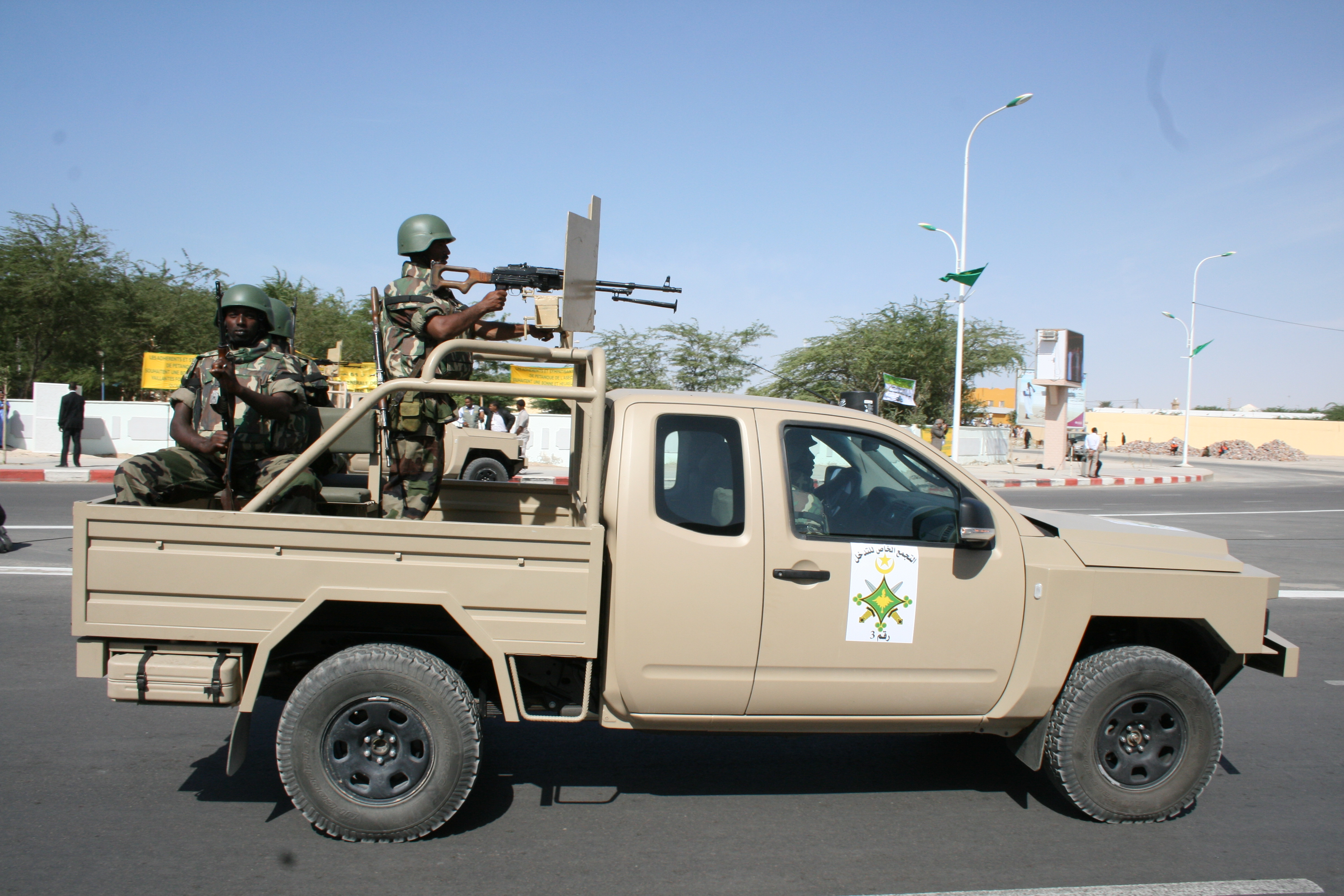
الأمن الخاص للتدخل هي قوات خاصة موريتانية.

الجيش الوطني الموريتاني أو القوات المسلحة الموريتانية هي القوة العسكرية لدولة موريتانيا والتي تحمي البلاد من الهجمات الخارجية وتمثل موريتانيا في التظاهرات العسكرية.
يتكون الجيش الموريتاني من عدة عناصر، فإلى جانب قيادة الأركان العامة للجيش هناك قيادة أركان الدرك وقيادة أركان الحرس والبحرية والقوات الجوية والقوات البرية بالإضافة إلى القطاع شبه العسكري كالشرطة.

## المعدات
إجمالي عدد الدبابات281 (تقديرات 2008).
أن الجيش الموريتاني قد بنى ترسانة عسكرية غير اعتيادية تتمثل في عقد عشرات الصفقات مع دول غربية مثل: روسيا وبريطانيا وإيطاليا حصل بموجبها على أسلحة متطورة وقادرة على الوصول إلى العمق في الأراضي المجاورة تتمثل في:
مدافع أرض أرض وطائرات حربية إضافة إلى شرائه منظومة URT التركية للمراقبة الجوية وكثير من الدبابات الروسية والصينية. عدد القواة البرية في الجيش الموريتاني تبلغ 25000 إضافة إلى الاحتياط وكذلك القوة الخلفية للجيش الموريتاني المتمثلة في الحرس الوطني.
وفي سنة 2019 تسلم الجيش الموريتاني معدات وتجهيزات عسكرية متطورة بقيمة 15 مليون دولار من الولايات المتحدة. المعدات عسكرية لدعم مشاركتها في مكافحة الإرهاب في الساحل. وتشمل التجهيزات 155 سيارة، ومستشفى ميدانيا متنقلا، وأجهزة للرؤية الليلية، وأجهزة لتحديد المواقع (GPS)، ونظام اتصالات لا سلكيا وهاتفيا، ومعدات فردية للجنود تشمل دروعا واقية للأجسام.

## التاريخ
عرفت موريتانيا قبل الاستعمار وجود ميلشيات شبه عسكرية لدى الإمارات والقبائل الموريتانية حيث كانت تستعمل أساساً في النزاعات الداخلية بينها. ومع دخول فرنسا في بداية القرن العشرين استطاعت تشكيل أول نواة لجيش نظامي هي وحدة الجمالة التي تعرف هذه القوات محلياً بگوميات (les goumiers) سنة 1905م التي ظلت تعمل تحت إمرة القوات الفرنسية حتى الاستقلال.
أُنشيء أول جيش لموريتانيا في 25 نوفمبر 1960م بقرار رسمي، تشكلت نواته من ضباط وجنود كانوا في الأصل يعملون مع الجيش الفرنسي.
مارست السلطات الاستعمارية الفرنسية سياسة مزدوجة فيما يتعلق بالخدمة العسكرية في موريتانيا، ففي الحين الذي أخضعت فيه المجموعات الزنجية في منطقة ضفة النهر لسياسة التجنيد الإجباري على غرار ما هو حاصل في الأقاليم الإفريقية المجاورة أعفت مجتمع البيضان من الخدمة الإحبارية في الجيش الفرنسي، لكنها قامت بتنظيم مجموعات شبه عسكرية من البيضان لمساعدتها في فرض سيطرتها على الأهالي عُـرفت بمفرق الجمّالة أو «القوم».
ومع دخول البلاد مرحلة الاستقلال الداخلي وتشكيل حكومة وطنية وتوجّه البلاد نحو الاستقلال التام، بدأت الحكومة ولا سيما رئيسها الأستاذ المختار ولد داداه بدعوة الكثير من الشباب المتعلم حينها إلى الانخراط في الخدمة العسكرية كضباط في إطار التهيئة لميلاد قوات مسلحة وطنية، وكان من نتائج هذا التوجه الحكومي انخراط مجموعات من الشباب في الجيش الفرنسي، ومن أشهر هذه المجموعات الشبابية مجموعة المعلمين التي تم اكتتابها في مارس 1960 م والتي ضمت:
- المصطفى ولد محمد السالك
- أحمد محمود ولد الحسين
- معاوية ولد الطائع
- أحمد ولد عبد الله
- الشيخ ولد بيده

وقبل هؤلاء جميعا: مدير مدرسة وادان: فيّاه ولد المعيوف، الذي تحول من معلم إلى قائد عسكري مشهور.
وقد حدد القانون رقم 60/189 الصادر بتاريخ: 25-11-1960 م المتعلق بإنشاء القوات المسلحة للجمهورية الإسلامية الموريتانية مهامها كالتالي:
- المادة الأولى: من أجل ضمان الدفاع عن الحوزة الترابية الوطنية وحفظ النظام واحترام القوانين، تم إنشاء قوات مسلحة وطنية في موريتانيا.
- المادة الثانية: يتم العمل بهذا القانون كقانون للدولة الموريتانية (يحيل الهامش إلى: مجلة أخبار الجيش: العدد الأول 2006 م ص 16)

أنشأت أولى وحدات الجيش الوطني التي شكلت نواة القوات المسلحة بموجب هذا القانون، الذي صدر من قبل حكومة الاستقلال الداخلي وقبيل إعلان الاستقلال بثلاثة أيام، وقد تم إدماج الوحدات العسكرية القليلة الموروثة عند زوال الاستعمار، وجاء قرار إنشاء هذه الوحدات لتلبية احتياجات أمنية ملحّة خلقتها تحديات المرحلة ولتعزيز قبضة السلطة الوطنية الناشئة على عموم التراب الوطني، وحدد القانون المنشئ مهام القوات المسلحة كالتالي:
- 1-الدفاع عن السيادة الوطنية
- 2-حفظ الأمن والنظام
- 3-السهر على تطبيق القوانين والنظم

وقد سميت القوات المسلحة عند إنشائها سنة 1960 «القوات المسلحة الوطنية» وكانت في معظمها مجموعة وحدات برية مشكلة من وحدات جمالة خفيفة مزودة بأسلحة فردية وبعض الرشاشات الخفيفة، وكان عدد أفراد هذه الوحدات محدودا وبقيادة ضباط فرنسيين تابعين للسلطة الوطنية، وقد نص المرسوم الوزاري رقم 50022 الصادر بتاريخ 23 يناير 1962م المحدد لتسميات الوحدات في مادته الأولى على أن القوات المسلحة البرية تشمل:
- تشكيلات التدريب والتكوين
- وحدات مشاة
- وحدات استطلاع
- وحدات مظليين
- وحدات نقل
- وحدات هندسة
- وحدات جمالة
- هيئة أركان
- وحدات سرايا (يحيل الهامش إلى: نشرة خاصة بالذكرى ال47 لإنشاء القوات المسلحة الوطنية 2007 ص 03)

## الدرك الوطني
تشكلت النواة الأولى للدرك الوطني من 152 دركيا معاونا بتاريخ 06 نوفمبر 1962م، أما هيئة الدرك الوطني فقد تأسست فعليا بموجب القانون رقم 12-62 الصادر بتاريخ 18-06-1962م وبناء على المرسوم 65-174 تم تنظيم الدرك الوطني من خلال هيئات وتشكيلات ووحدات مختلفة وفقا لتعدد التخصصات وتنوع المهام المسندة (إليها)، وتتبع هيئة الدرك الوطني عسكريا لنفس السلم التصاعدي الذي تتبع له القوات المسلحة بشكل عام.
(و قد) تولى قيادة أركان الدرك الوطني من نشأتها إلى غاية العاشر من يوليو 1978م:
- العقيد فياه ولد المعيوف
- العقيد الشيخ ولد بيده.

## الحرس الوطني
يشكل الحرس الوطني أقدم قوة عسكرية في البلاد، فقد تم إنشاؤه منذ 30 مايو 1912م، وكان خاضعا للسلطة الإدارية المحلية الاستعمارية آنذاك، والمتمثلة في الدوائر، ومن هنا جاءت تسميته بحرس الدوائر.
واكب مختلف مراحل قيام الدولة فبعد حصول البلاد على استقلالها الداخلي عام 1957م وإنشاء جمعية إقليمية تشرف على أمور البلاد أصبح يطلق على هذا القطاع «الحرس الإقليمي»، وبعد الإعلان عن قيام الجمهورية الإسلامية الموريتانية عام 1959م وتشكيل أول جمعية وطنية نال تسميته الحالية:
الحرس الوطني ومنذ عام 1965م تولى ضباط موريتانيون قيادته حسب الترتيب التالي:
- الملازم الأول: الشيخ ولد بيده
- النقيب اسويدات ولد وداد
- الرائد اديا آمدو ممدو.

بفعل النجاحات الهامة للحرس الوطني أثناء الحرب تم دمجه بعد انقلاب العاشر من يوليو في القوات المسلحة.

## الجمالة (القوم)
كانت البداية الأولى لوحدات الجمالة سنة 1905م عندما قررت الإدارة الاستعمارية إنشاء قوة عسكرية قادرة على التأقلم مع المعطيات الجغرافية والبشرية لوسط طبيعي غير ملائم في الغالب لاستخدام الآليات، وقد شكلت هذه الوحدات الجزء الأهم من القوات المسلحة الوطنية غداة الاستقلال، وتم دمجها رسميا في الجيش الوطني سنة 1962م باسم «الوحدات المهارية»، تمركزت هذه الوحدات في أماكن مختلفة من الوطن مثل:
- أطار
- نواكشوط
- لعيون
- اكجوجت.

لكن جل تمركزها كان في تكانت بقاعدة «انبيكه» والنعمة في الحوض الشرقي، وعملت هذه الوحدات كقوة أمنية واستخبارية هامة بالإضافة إلى كونها المظهر الأساسي لسلطة الدولة المركزية في المناطق النائية، في سنة 1975م تم تفكيكها وجعلها وحدات محمولة للمشاركة في الحرب وفي سنة 1979م تم إنشاء القطاع المستقل لوحدات الجمالة في انبيكه.

## طبقات الجيش الموريتاني
عند الاستقلال كان الرائد اديالو الأرفع رتبة من بين الضباط القلائل المنحدرين من الجيش الفرنسي، وحتى سنة 1965م كان كل أطر قيادة الأركان الوطنية وكل قادة الوحدات فرنسيين تقريبا، كان أحمد محمود ولد الحسين أول ضابط موريتاني يقود وحدة وطنية عام 1964م في لعيون.
كان الاكتتاب في الجيش يتم بشكل طوعي، وكان مركز التدريب في أطار، أما المدربون فهم بالإضافة إلى الفرنسيين أطر من وحدات الجيش الفرنسي المكونة من المستعمرات كالتوغو والبنين ووسط إفريقيا، الذين يمثلون غالبية الوحدات الفرنسية المتواجدة في أطار.
مجموعة الضباط الأوائل المكتتبين في مارس 1960م تلقوا تكوينا قاعديا بأطار، وكان من المفروض ابتعاثهم لمدرسة «شرشال» بالجزائر، لكن الرئيس المختار رفض بسبب الحرب الدائرة هناك، فتم ابتعاثهم إلى «سومير» مدرسة الخيالة بفرنسا للحصول على تكوين ضباط احتياط في مارس 1961م، كانت بداية الجيش غداة الاستقلال هي كتيبة قوامها 800 جندي بالإضافة لوحدات الجمالة وسرايا الحرس والدرك.

## القوات المسلحة
تضم هيئة الأركان للقوات المسلحة عدة مكاتب تنظم عملها وهي على التوالي 
- المكتب الأول: يتم من خلاله اكتتاب المجندين والضباط الجدد والمدنيين العاملين في الجيش، ومن المهام المنوطة به كذلك الإشراف على إصدار التشريعات القانونية المنظمة للجيش في السلم والحرب.
- المكتب الثاني: المخابرات العسكرية.
- المكتب الثالث: وهو من أكبر وأهم الفروع داخل الجيش حيث يتولى مهام مثل التخطيط والتدريب والعمليات وهو يربط المكاتب مع بعضها بعضاً.
- المكتب الرابع: يتولى الدعم اللوجستى للجيش في حالة السلم وفي الحرب سواء تعلق الأمر بالأفراد أو العتاد، ويتولى صيانة ممتلكات الجيش.

## القوات البرية الموريتانية

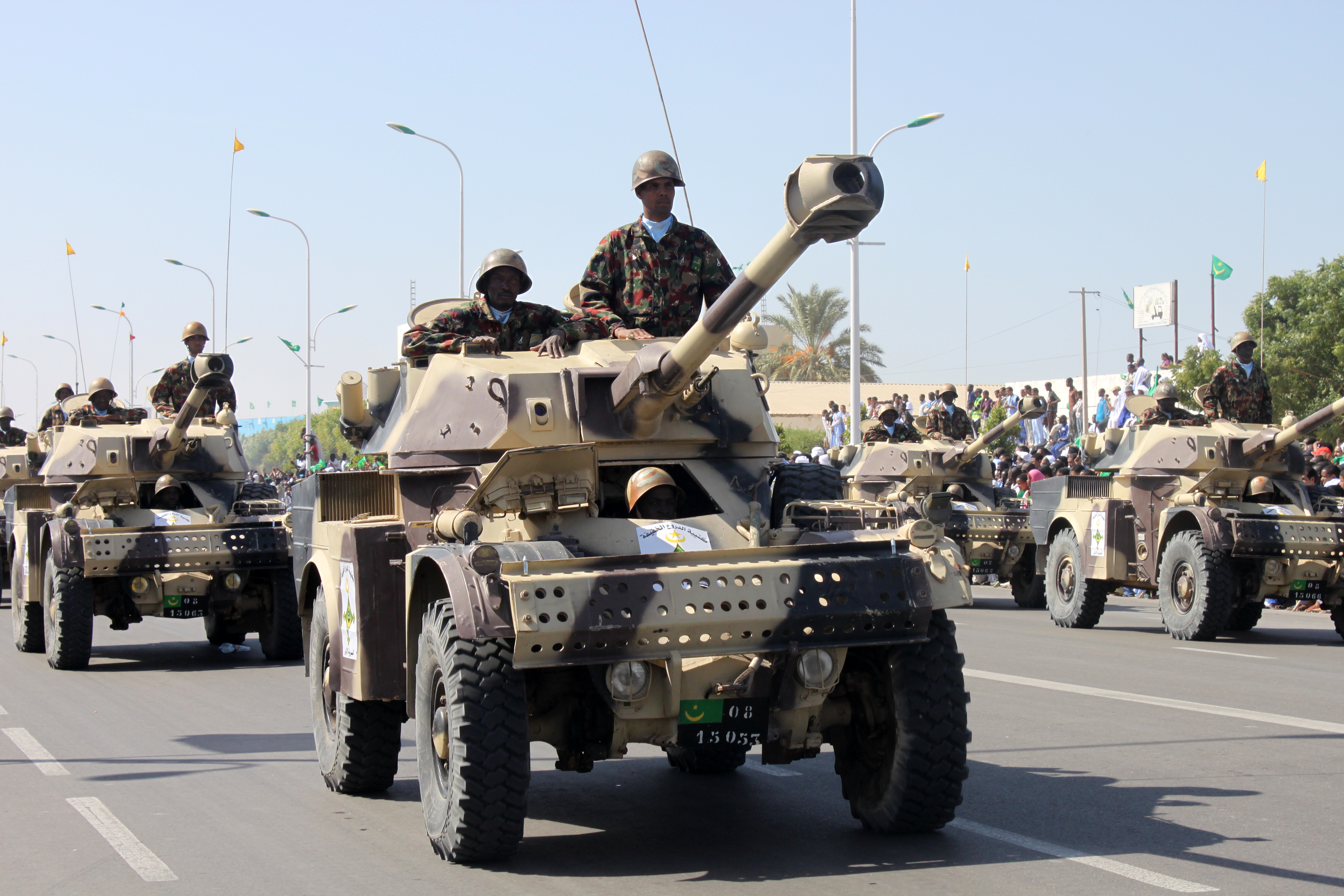
مدرعة حربية للجيش الموريتاني

حسب إحصائيات سنة 2007 يبلغ تعداد هذه القوات حوالي 15,000 فردًا.
| يعلق ثلاثة نجوم وسيفين متقاطعين على اكتافه | يعلق نجمتين وسيفين متقاطعين على أكتافه | يعلق خمسة نجوم على أكتافه | يعلق خمسة إثنتان بيض وثلاثة صفراء نجوم على أكتافه | يعلق أربعة نجوم على أكتافه | يعلق ثلاثة نجوم على أكتافه | يعلق نجمتين على أكتافه | يعلق نجمة على أكتافه |
|                                            |                                        |                           |                                                   |                            |                            |                        |                      |

ضباط الصف والجنود
| رتب ضباط الصف في الجيش الموريتاني | رتب ضباط الصف في الجيش الموريتاني | رتب ضباط الصف في الجيش الموريتاني | رتب ضباط الصف في الجيش الموريتاني | رتب ضباط الصف في الجيش الموريتاني | الجنود     |
| مساعد أول                         | مساعد                             | رقيب أول                          | رقيب                              | عريف                              | جندي       |
| --------------------------------- | --------------------------------- | --------------------------------- | --------------------------------- | --------------------------------- | ---------- |
| يعلق نجمة صفراء وخط على أكتافة.   | يعلق نجمة بيضاء وخط على أكتافه.   | تعلق ثلاثة شرائط على ذراعه.       | يعلق شريطان على ذراعه.            | يعلق شريطان على ذراعه.            | بدون شريط. |
|                                   |                                   |                                   |                                   |                                   |            |

## القوات الجوية

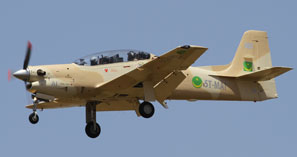
طائرة حربية موريتانيا

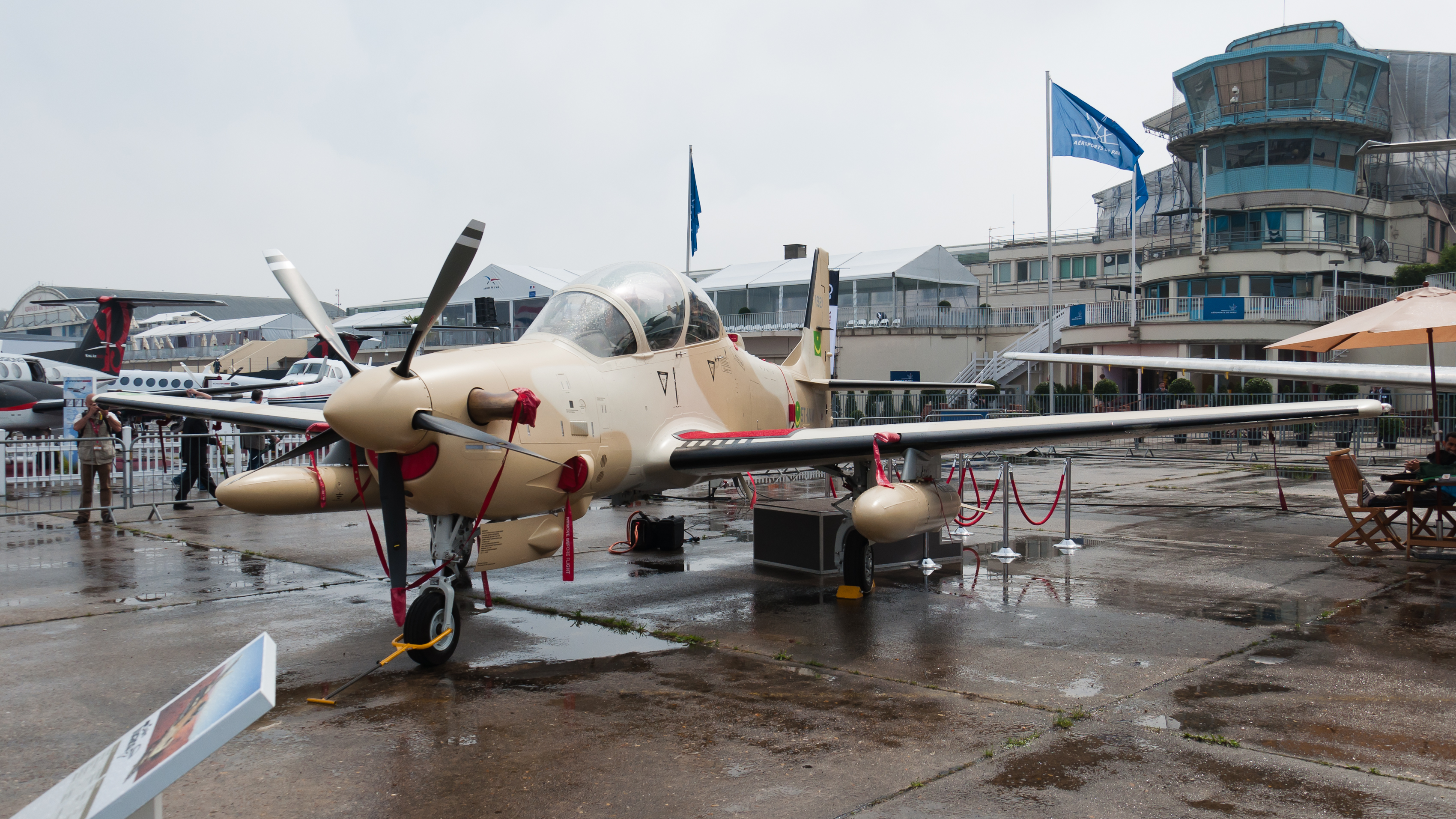
طائرة حربية موريتانيا

بعد تحقيق الاستقلال في عام 1960 تم توفير المعدات من فرنسا من أجل سلاح الجو الموريتاني، مثل (C-47s Broussards) و (MH.1521)، والتي تم استبدالها لاحقا من قبل المدافع (BN-2A-بريتن نورمان) بين (1976-1978) وعملت على النقل والمراقبة في سرب الحرب في الصحراء الغربية.
11 طائرة من طراز (سيسنا 337s 2) واثنين (DHC-5) التي تم توفيرها لوسائل النقل بافالو (STOL) و (1977-78) مع واحدة (DHC-5).
لقد تعطل خطا الدفاع في عام 1978 وأمرت الحكومة الموريتانية 6 (IA-85 Pucaras) للقيام بمهام الهجوم البري من الأرجنتين؛ في وقت لاحق تم إلغاء هذا النظام الموريتاني بعد انقلاب عسكري.
وكانت المشتريات أكثر حداثة من الصين في شكل (Y-12 II) نقل طائرة، دفع توربيني تم تسليمها في سبتمبر 1995، تحطمت إحداهما في إبريل نيسان عام 1996.
تم تسليم زيان Y7-100C (نسخة من النقل AN-24) في أكتوبر 1997، والتي تحطمت في مايو 1998.
سلاح الجو الموريتاني هي ذراع جوية صغيرة ذات قدرة قتالية متواضعة. هذا يتكون من عدد قليل من (Aermacchi SF-260EU) المدربة المسلحة والمحاربة مزودة الأبراج (underwing 2) قادرة على حمل ما يصل إلى 300 كجم (660 رطل) من مخازن خارجية وعدد من (Tucanos) الواردة من فرنسا، قادرة على العمل مع التسلح الخفيف ويمكن أن تجري مجموعة متنوعة من الأدوار، بما في ذلك على مستوى منخفض الإضراب، ومراقبة الجو وإعادة التوجيه، والدعم الجوي والاستطلاع المسلح والاتصال. ويوجد لديها نقاط ضعف كما هو في أي مكان آخر كما أن لديها قدرات نقل محدودة للغاية.
الطائرات التي تعمل حاليا:
- سبع طائرات مُقاتلة.
- خمس طائرات، من نوع (BN-2 Defender).
- طائرتان، من نوع (FTB-337 Milirole).
- استطـــلاع بحري: طائرتان، من نوع (Cheyenne II).

طائرات التدريب
- 5 طائرات من نوع (SF-260)

طائرات النقل
- طائرة (de Havilland Canada DHC-5 Buffalo)

طائرة (CASA C-212-200 Aviocar)
- طائرة (Douglas (Basler) BT-67 Turbo-67 (DC-3
- طائرة (Harbin Y-12)
- طائرة (Britten-Norman BN-2A-21 Defender)
- طائرتان، من نوع (Cessna F-337).
- طائرة واحدة، من نوع (DHC-5D).
- طائرة واحدة، من نوع غلف ستريم الثانية.
- طائرة واحدة، من نوع Y-12II.
- 5 طائرات من نوع (EMB-312 T)
- عدد غير معروف من طائرات (FMA IA 58 Pucará)

المروحيات
- مروحيتين من نوع (AgustaWestland AW109)
- مروحيتين من نوع (Harbin Z-9)

4 مروحيات من نوع (MD-500).

## القوات البحرية

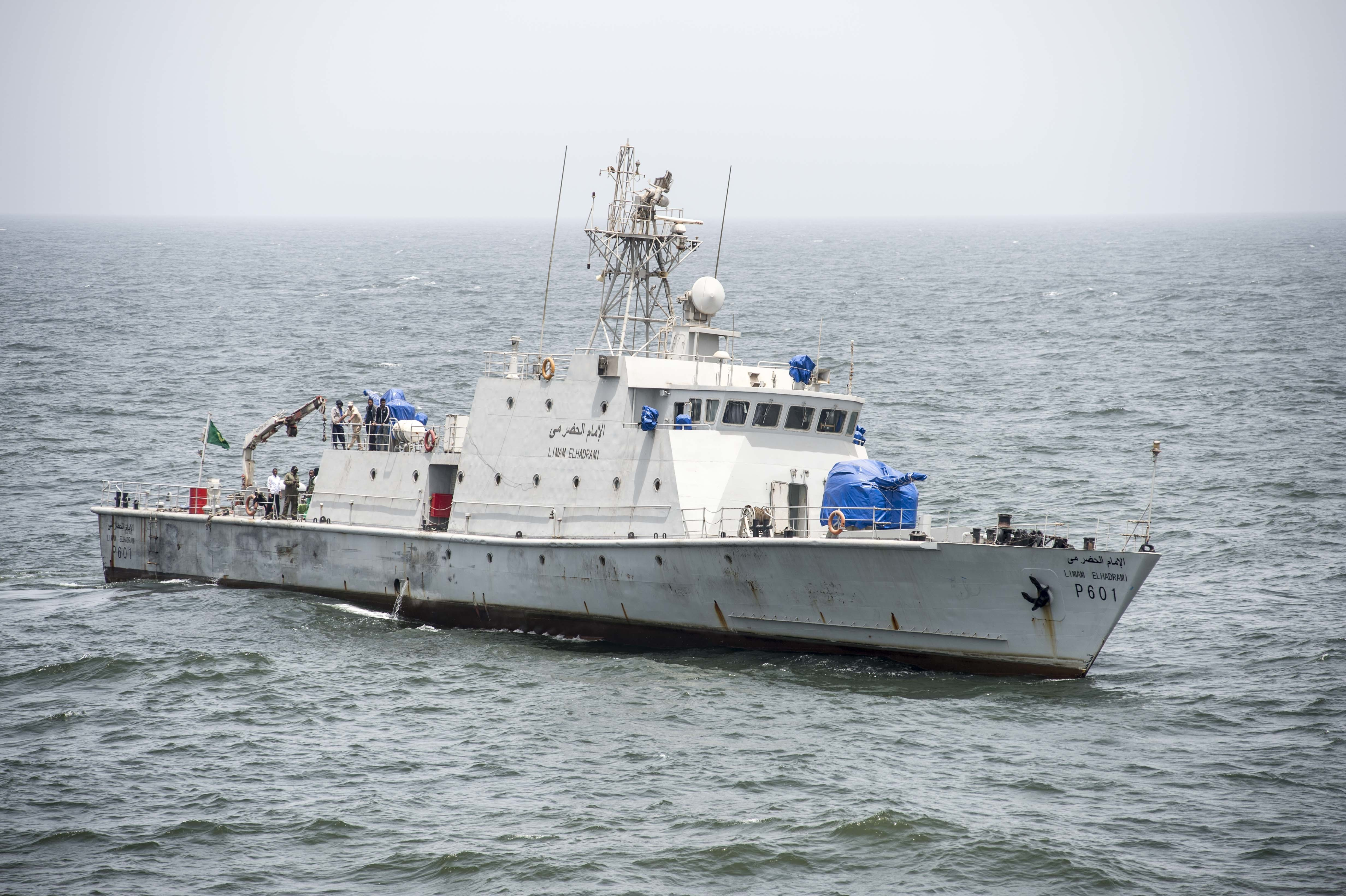
سفينة حربية موريتانيا

إنشاء الأركان البحرية في إطار إعادة هيكلة القوات المسلحة عام 2013 واقتناء عشرات الزوارق السريعة من مختلف الأحجام والأطوار واقتناء سفينتي أعالي البحار سفينة كوركل وسفيمة تمبدغه واقتناء
زورقي الرقابة الساحلية أم التونسي ومكسم بوبكر بن عامر واقتناء ثلاثة زوارق سريعة لعمليات مغاوير البحرية واقتناء سفينة النقل والإنزال النيملان، إضافة إلى إنشاء الأكاديمية البحرية التي تضم عدة مؤسسات تعليمية من بينها المدرسة
العليا للضباط ومركز التكوين البحري اللذين يتكفلان بتكوين ضباط وأفراد البحرية الوطنية، وكذلك تعزيز قدرة الاستقبال والدعم اللوجستي عبر تطوير القواعد والموانئ البحرية.
القاعدة البحرية الجديدة ستنضاف إلى ما سبقها من إنجازات حيث تم بناء رصيف في نواذيبو بطول 410 أمتار وإعادة تأهيل رصيف البحرية بميناء نواكشوط، كما ينتظر استلام ميناء متعدد الوظائف بالقرب من مدينة انجاغو قريبا.
وأوضح ان ميناء انجاغو هو ميناء ذو طابع أمني دفاعي وتنموي، حيث يضم ميناء عسكريا وورش صيانة وإصلاح السفن العسكرية والمدينة ويضم جانبا للصيد، إضافة إلى رصيف لسفن الشحن سيستخذم لتصدير المصائد المحلية إلى الخارج.
سفينة "النيملان"، التي تبلغ تكلفتها 72 مليون دولار أمريكي بتمويل من الدولة الموريتانية، تشكل إضافة نوعية للقوات البحرية الوطنية، حيث تتمتع بخصائص ومميزات فنية وعملياتية، تضيف قدرات وظيفية جديدة للبحرية الوطنية بما يمكنها من القيام بعمليات إنزال الآليات المدرعة والجنود إلى أرض المعركة أو خلف خطوط العدو عن طريق عمليات إنزال بحري مباشرة على الشواطئ. أن كل هذه الخصائص تجعل "سفينة النيملان (سفينة) كاملة التأهيل والقدرة على حماية وتأمين منصات استخراج الغاز والنفط في عرض البحر. وان هذه السفينة بوسعها المشاركة في العمليات الإنسانية على المستوى الوطني والدولي لما لها من قدرة على إجلاء وتأمين الأشخاص المنكوبين وإسعافهم .

## الشرطة الوطنية
تم إكتتاب أول شرطي موريتاني 1936 وكان ذلك في مدينة ساك لوي بالسنغال عاصمة المنطقة آنذك. وكان يعمل كعون شرطي ويعرف بالاسم الشعبي الكاتي.
وقد كانت سلطة المستعمر تحلم بإنشاء مصلحة للشرطة الوطنية قبل الاستقلال. وهكذا أنشئت الشرطة الوطنية في 19 يناير 1959 بالمقرر رقم 0025 والذي ينص في مادته الأولى أنه أنشئت في موريتانيا شرطة ترابية مكلفة بالأمن العام في المراكز الحضرية.
وكان ينبغي الانتظار حتى 23 يوليو 1959 ليصدر الرسوم الذي ينظم المؤسسسة.
وقد افتتحت أول مفوضية للشرطة على التراب الوطني في 25/01/1961 في مدينة أنواذيبو.
وحولت إدارة الشرطة من سان لوي إلى روصو قبل أن تستقر نهائيا في نواكشوط في 25/02/1961

## الخدمة العسكرية
- سن الخدمة العسكرية: 18 سنة.
- مدة الخدمة: سنتان، للخدمة العسكرية الإلزامية، طبقاً لتقديرات عام 2006.

## الأوسمة والميداليات
- التنويه من أجل أعمال الشجاعة والتفاني أثناء العمليات الحربية وأعمال حفظ النظام العام.
- ميداليات الشرف.
- ميدالية الشجاعة العسكرية.
- الميدالية العسكرية.
- ميدالية جرحى الحرب.

## معرض الصور

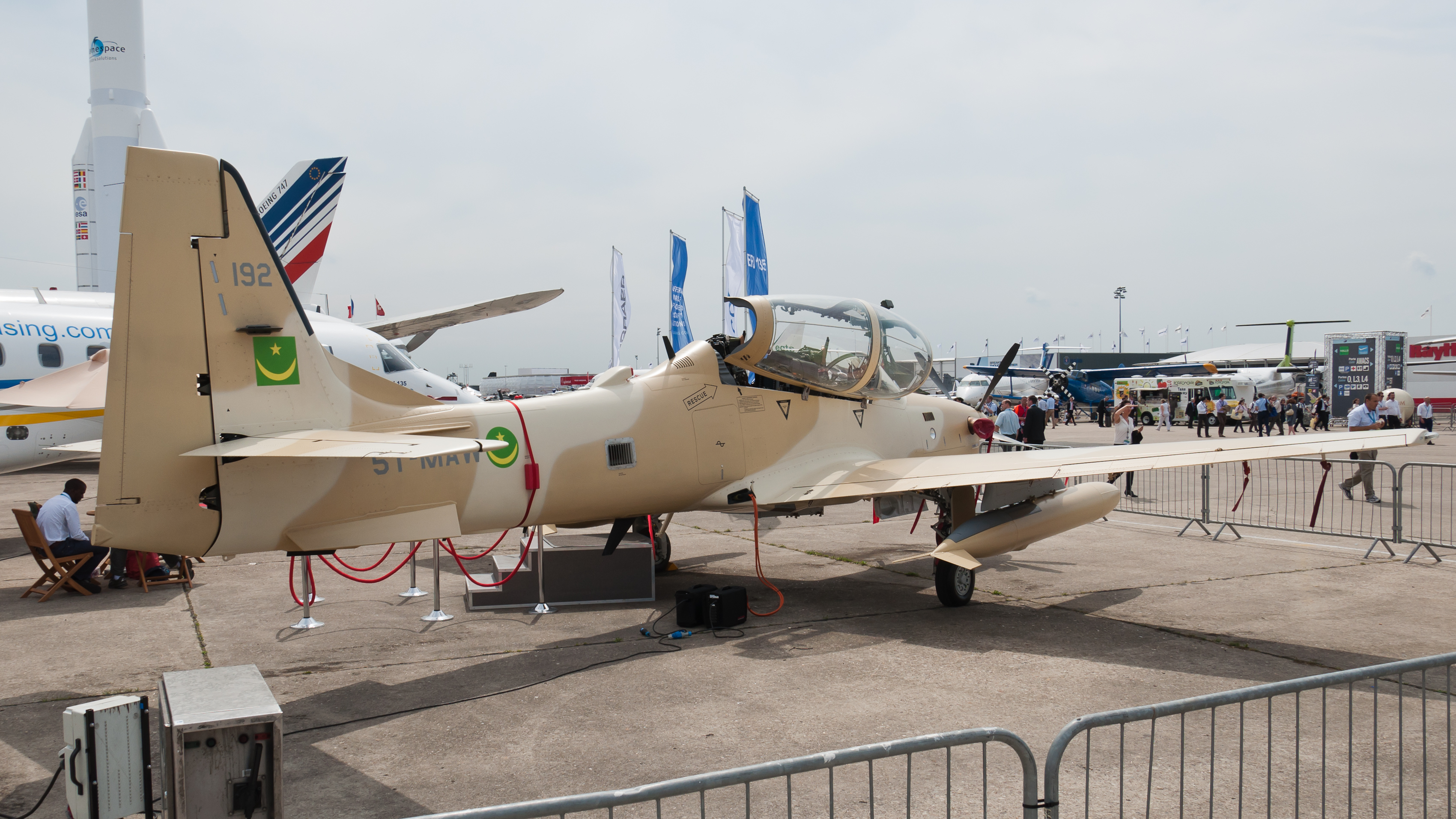
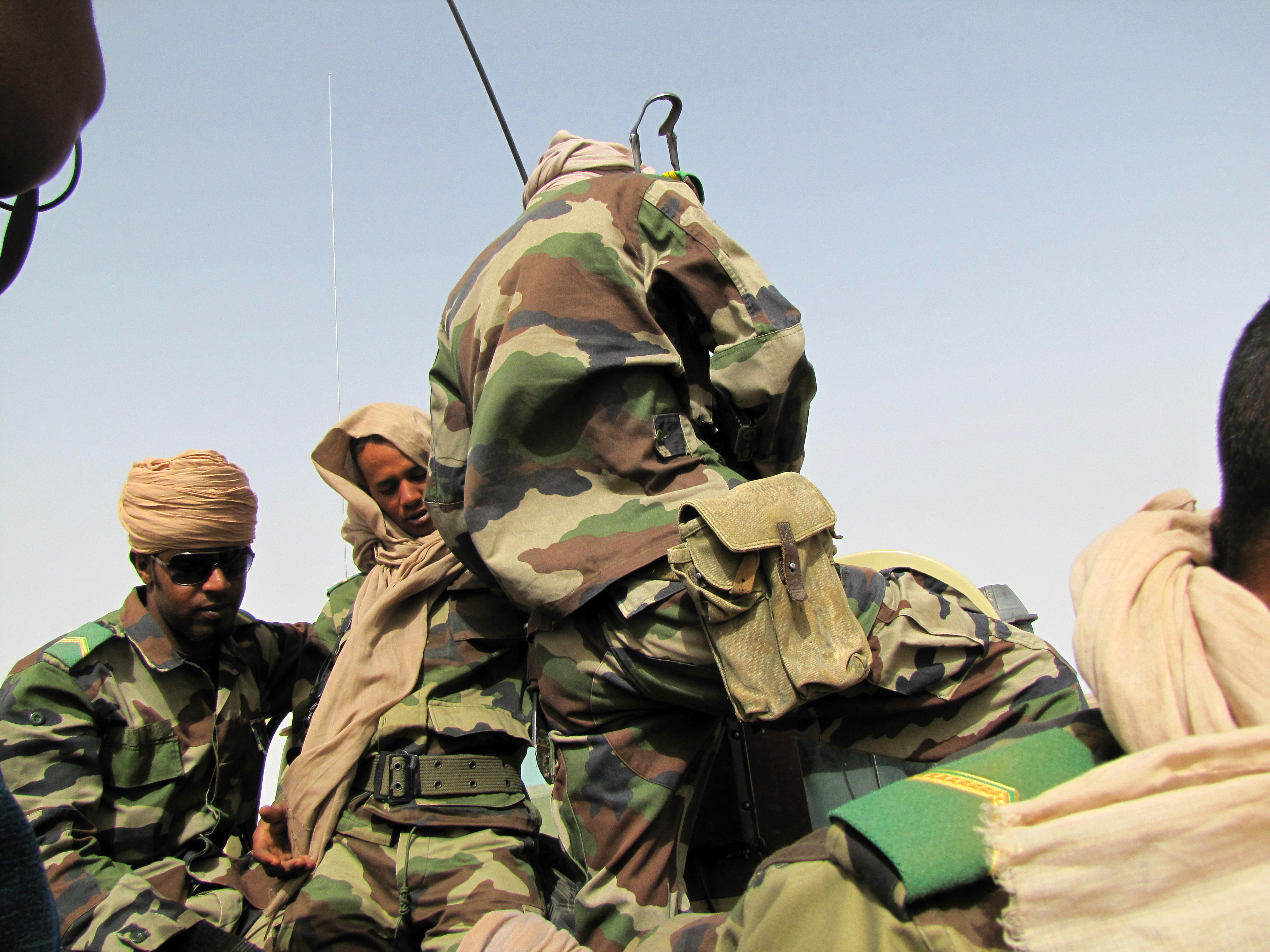
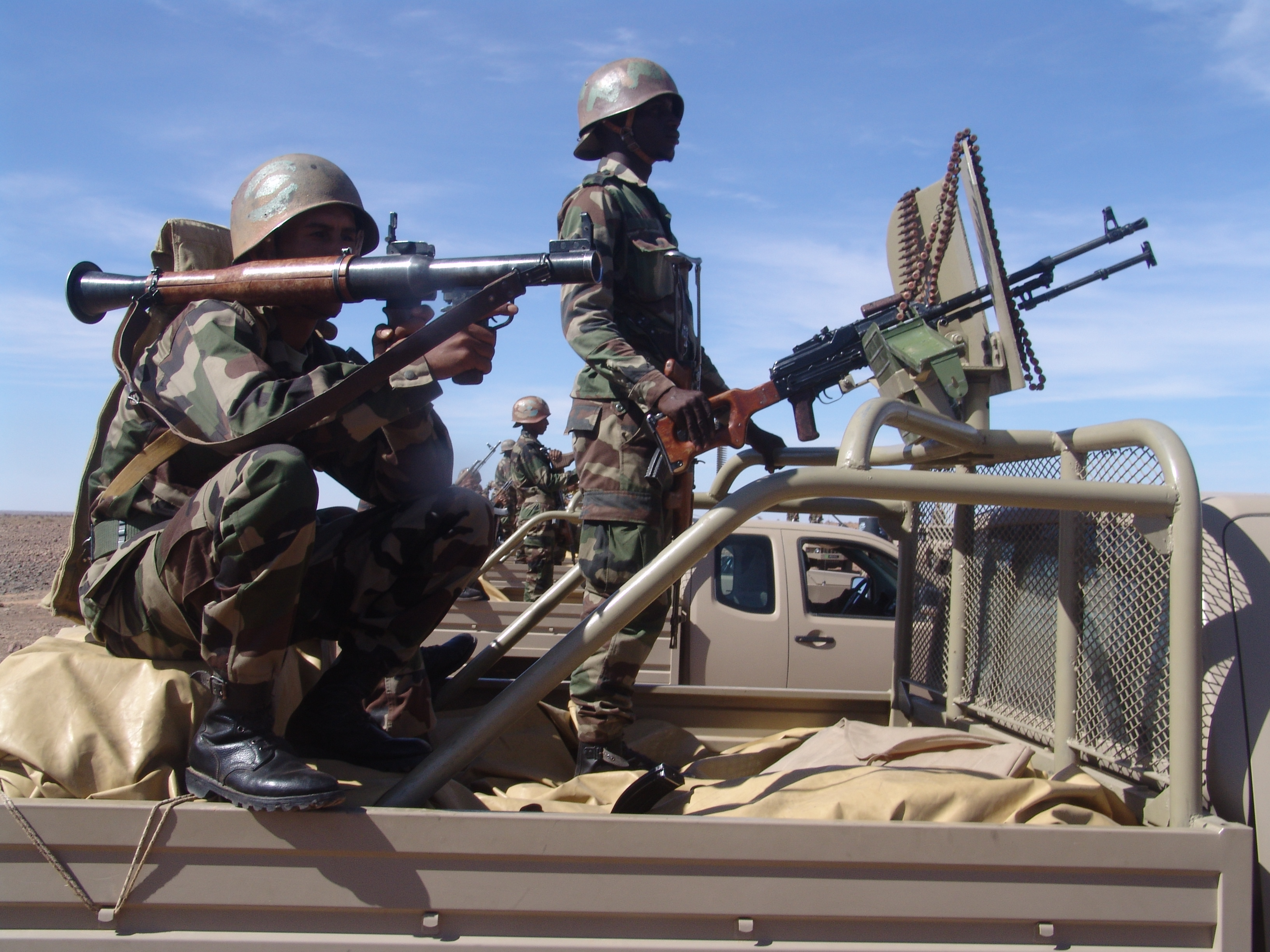
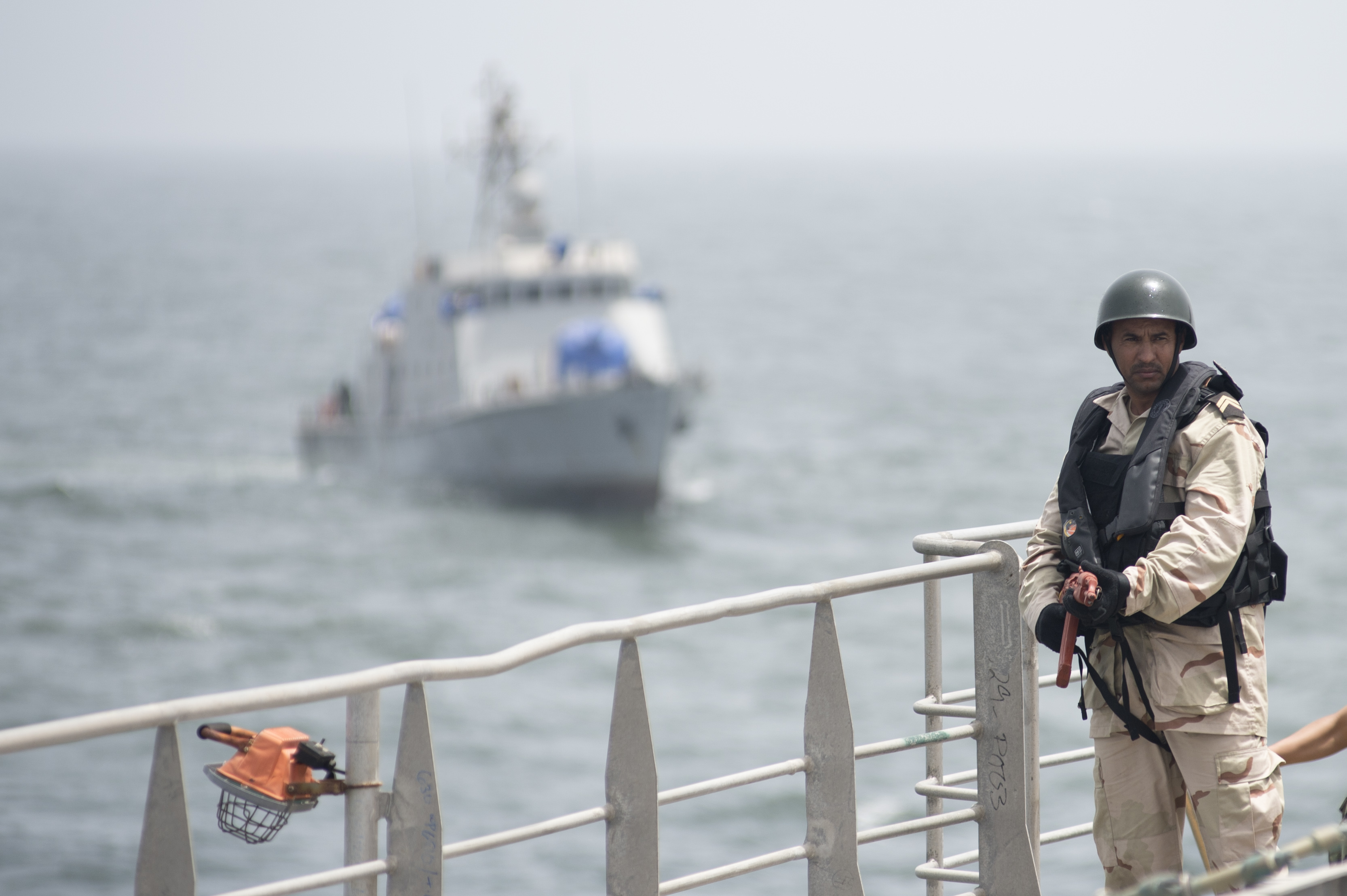
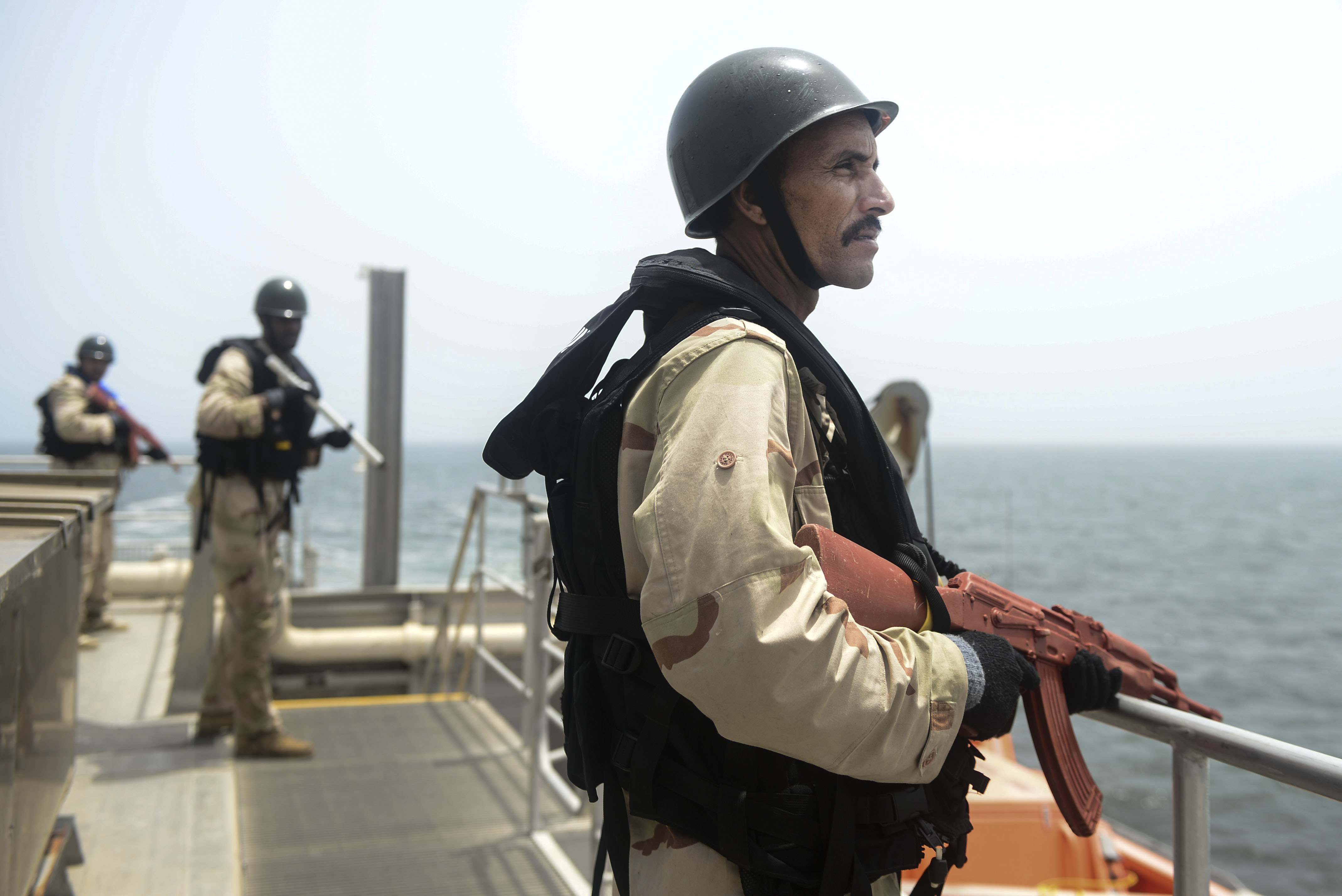
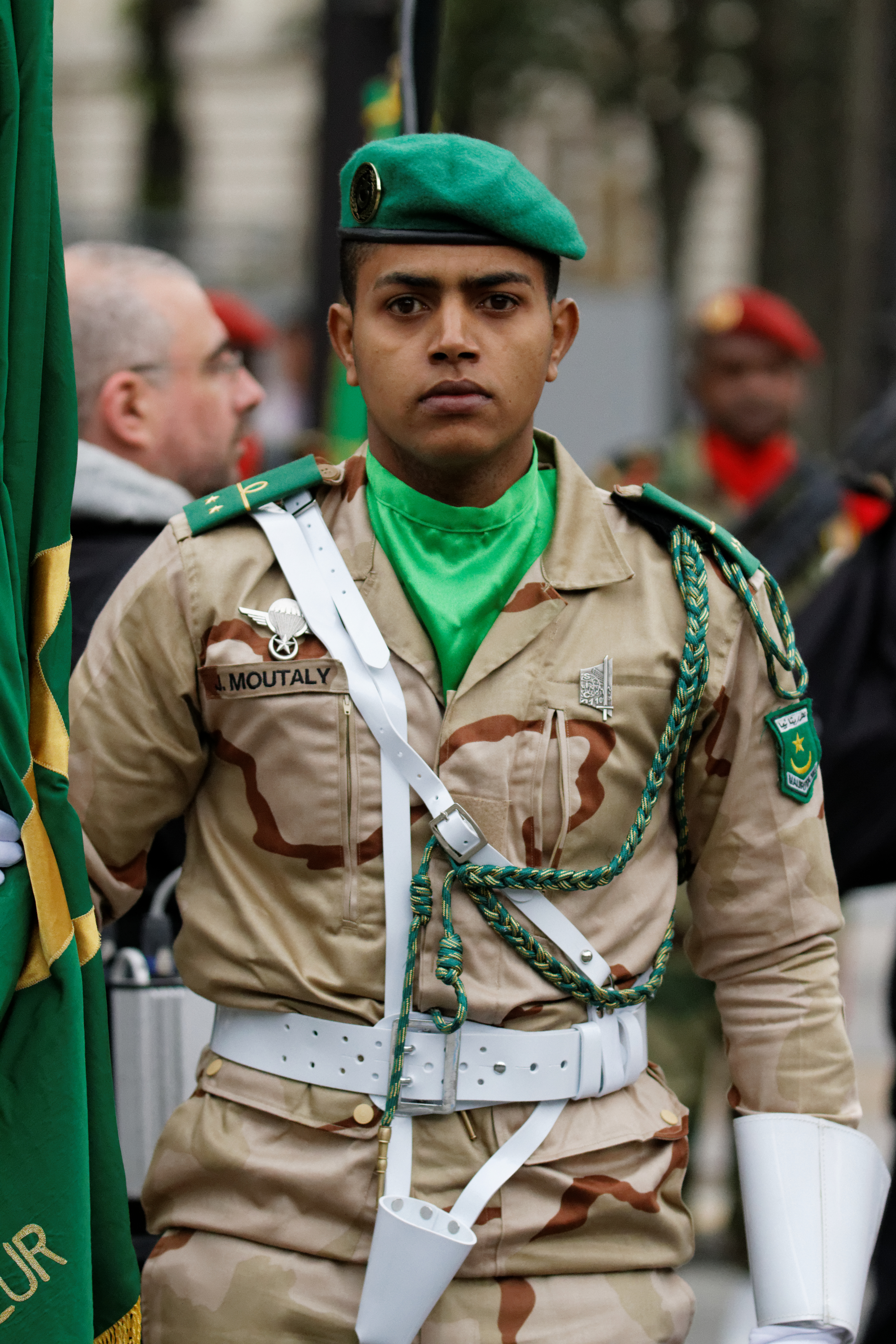

## روابط خارجية
- الموقع الرسمي للجيش الموريتاني
- موريتانيا: بدء الاجتماع التحضيري للتمرين العسكري «فلينتلوك» 2020